# Sibogagorgia dennisgordoni
Sibogagorgia dennisgordoni is een zachte koraalsoort uit de familie Paragorgiidae. De koraalsoort komt uit het geslacht Sibogagorgia. Sibogagorgia dennisgordoni werd in 2005 voor het eerst wetenschappelijk beschreven door Sánchez. 